# 上土市镇
上土市镇是中华人民共和国安徽省六安市霍山县下辖的一个镇。

## 行政区划
上土市镇下辖以下村级行政区划单位：
狮山社区、铜锣寨村、陡沙河村、龙金村、上土市村、禅堂村、上店村、古佛堂村和江子河村。